# SpVgg Bayern Hof
Pour les articles homonymes, voir Bayern (homonymie).
Maillots
Le SpVgg Bayern Hof est un club allemand de football localisé à Hof sur la Saale en Bavière.
Le club tire son nom actuel d’une fusion, survenue en 2005, entre le FC Bayern Hof et le SpVgg Hof.

## Histoire

### SpVgg Hof 1893
Le club vit le jour, en 1893, comme section de football au sein du Turnverein Hof (un cercle gymnique). Ce fut donc la plus ancienne équipe de football de Haute Franconie. En 1924, le club devint indépendant, et créa une section d’Athlétisme en 1926.
En 1921 et 1929, le cercle joua dans la plus haute ligue régionale la Bezirksliga Nordbayern.
Après la Seconde Guerre mondiale, la principale heure de gloire du SpVgg Hof fut de monter en Bayernliga  en 1966, mais il n’y resta qu’une saison. 

### FC Bayern Hof

ancien logo du FC Bayern Hof

Le club fut fondé le 1er juin 1910 sous l’appellation Ballspiel Club Hoff. L’année suivante, il prit le nom de Britannia Hof. Lors du déclenchement de la Première Guerre mondiale, la dénomination fut changée en FC Bayern Hof.
Après le premier conflit mondial, le club atteignit la plus haute division régionale, la Bezirksliga Nordbayern en 1927. L’équipe alors surnommée Panzer-Elf, le 11 de Panzer du nom de son attaquant buteur, Karl Panzer.
Après la Seconde Guerre mondiale, le club fut reconstitué et évolua en Bezirksliga I Oberfranken. En vue de la saison 1959-1960, le FC Bayern Hof 1910 monta en Oberliga Süd (équivalent D1) et y resta jusqu’à la dissolution de cette ligue en 1963, lors de la création de la Bundesliga.
Ensuite, Hof 1910 joua en Regionalliga Süd (équivalent D2). Il resta au 2e niveau de la hiérarchie jusqu’en 1978, soit une présence de 15 saisons consécutives 
Le club fut vice-champion de la Regionalliga Süd, en 1966-1967 derrière les Kickers Offenbach. Grâce à cela il participa au tour final pour la montée en Bundesliga. Il termina 3e sur 5 dans un groupe remporté par le Borussia Neunkirchen.
La saison suivante, FC Bayern Hof 1910 fut sacré champion (devant les Kickers Offenbach) et participa à nouveau au tour final. Il termina dernier (sur 5) de son groupe gagné par le Hertha BSC Berlin.
Le club obtint une nouvelle fois la place de vice-champion en 1971-1972, encore derrière les Kickers. Au tour final, il se classa 4e sur 5 dans un groupe remporté par le Wuppertaler SV.
En 1973, le FC Bayern Hof 1910 atteignit les quarts de finale de la DFB Pokal après avoir éliminé les deux clubs munichois: FC Bayern et TSV 1860.
En 1974, le club se classa 9e mais fut retenu pour devenir un des fondateurs de la 2. Bundesliga, Groupe Süd la saison suivante.
En fin de saison 1977-1978, le FC Bayern Hof 1910 termina 17e sur 20. IL lui manqua un point par rapport à trois autres équipes (FC Augsburg, FSV Frankfurt et KSV Baunatal) pour assurer son maintien. 
Hof 1910 descendit vers l’Oberliga Bayern instaurée comme 3e niveau de la pyramide du football allemand. Il s’y classa 6e en 1979, mais en fin d’exercice 1979-1980, la dernière place sur 18 fut évidemment synonyme de nouvelle relégation, cette fois vers la Landesliga Nordbayern.
Ensuite, le FC Bayern Hof 1910 devint ce que les Allemands appellent une Fahrstuhlmannschaft (en Français, un club-ascenseur) alternant montées (1983, 1988) en Oberliga et relégations (1984, 1990).
Lors de la saison 1994-1995, le FC Bayern Hof 1910 revint en Oberliga Bayern, mais celle-ci était désormais devenue le niveau 4. Le cercle y resta en alternant bonnes et moyennes saisons jusqu’en 2004.
En 2005, le FC Bayern Hof 1910 fusionna avec le SpVgg Hof 1893 pour former le SpVgg Bayern Hof.

### SpVgg Bayern Hof
En fin de saison 2005-2006, le SpVgg Bayern Hof remonta en Oberliga Bayern. Le club s’y maintint, en 2008, quand cette ligue passa au rang de niveau 5 après la création de la 3. Liga.

## "08397B Das Eis ist gebrochen"
En 1969, le FC Bayern Hof 1910 fut le premier club allemand à se rendre en déplacement officiel en Israël. Franz Anders, Président du club à l’époque fut l’organisateur de cet extraordinaire voyage dont l’idée était tout simplement extraordinaire pour l’époque: faire le chemin entre le Bavière et Israël pour la réconciliation et la compréhension. Sorti en 2009, le film documentaire 08397B – Das Eis ist gebrochen (08397B- La glace est brisée) de Götz Gemeinhardt fait le récit de cet incroyable voyage.

## Palmarès

### FC Bayern Hof 1910
- Champion de Regionalliga Süd: 1968
- Vice-champion de Regionalliga Süd: 1967, 1972

## Sources et Liens externes
- (de) Cet article est partiellement ou en totalité issu de l’article de Wikipédia en allemand intitulé « SpVgg Bayern Hof » (voir la liste des auteurs).
- Website officiel du SpVgg Bayern Hof
- Archives des ligues allemandes depuis 1903
- Base de données du football allemand